# Сан-Надзаро-э-Чельсо
Сан-Надзаро-э-Чельсо (итал. La chiesa dei Santi Nazaro e Celso) — католическая церковь в городе Верона (Италия). Посвящена миланским мученикам Назарию и Цельсию (пострадали в середине I века).

## История
История церкви восходит к строительству первого простого здания у подножия горы Кастильоне, в туфе которого была выкопана апсида, первоначально посвящённая святому архангелу Михаилу. Последующая церковь на этом месте между VI и VII веками была связана с почитанием мощей святых Назария и Цельса пострадавших на заре христианства.
После более чем столетнего упадка в 1444 году папа Евгений IV распорядился объединить бенедиктинскую общину Вероны с более богатым аббатством Санта-Джустина в Падуе. Это придало монахам новый импульс, позволивший им в 1464 году разрушить прежнее романское аббатство и начать строительство нового здания, освящение которого состоялось 19 января 1483 года. В 1767 году бенедиктинский монастырь был закрыт, а активы, приобретенные у Венецианской республики, были затем частично переданы четыре года спустя бенедиктинским монахиням Сан-Даниэле. В 1810 году Наполеон Бонапарт распустил монастырь, постройки которого были снесены, чтобы освободить место для новой церкви.
Здание ныне существующей церкви построено между 1464 и 1483 годами (работы по каменной кладе были завершены в первые два года строительства) Позднее на кирпичном фасаде были сделаны крупные ренессансные окна, в 1552 году к церкви пристроили кампанилу (колокольню). В 1575 году был расширен пресбитерий. В 1688 году вход в церковный двор был украшен неоклассическим порталом и барочной оградой.

## Архитектура церкви и произведения искусства
Чтобы подойти к входному порталу нужно пересечь церковный двор, обнесённый высокой стеной. Интерьер храмa разделён на три нефа колоннами дорического ордера. Над боковыми нефами устроены хоры, выходящие в пространство центрального нефа аркадой с ионическими колоннами.
В каждом из боковых проходов устроено по пять капелл, алтарные образы которых написаны известными художниками: «Благовещение» П. Фаринати (1557), «Ecce Homo» (Се, Человек!) О. Флакко, «Мадонна со святыми» Доменико Брузасорчи, «Чудо святого Мавра» Дж. Карпиони, «Мадонна со святыми во славе» Антонио Бадиле и другими.
Стены нефа ранее были украшены фресками разного времени, ради сохранности в 1881 году заботами Джованни Баттиста Кавальказелле они были частично отделены от стен и перемещены в бывшую церковь Сан-Франческо-аль-Корсо в музей фресок, части мозаичных полов сохранились.
Свод пресбитерия и конха апсиды расписаны фресками Паоло Фаринати. В конце правого рукава трансепта находится капелла Сан-Бьяджо (святого Власия Севастийского, построенная ломбардским мастером Бельтрамо ди Вальсольда в 1488 году (освящение капеллы состоялось в 1529 году). В 1504—1505 годах стены капеллы расписал Бартоломео Монтанья на сюжеты из жития святого Власия. Купол расписали Джованни Мария Фальконетто и Доменико Мороне. На алтаре капеллы установлена рака с мощами святых Власия и Иулианы, доставленных в церковь в 1174 году, работы Бернардино Пантео (1508). Алтарный образ на сюжет мученичества святого выполнил Бонсиньори.
В сакристии церкви находится инкрустированная мебель XV века, произведения Доменико Брузасорчи: триптих «Пьета со святыми Бенедиктом и Франциском Ассизским» (XV в.); части полиптиха Бартоломео Мантаньи «Святые Власий и Иулиана» и «Христос во гробе».

## Галерея

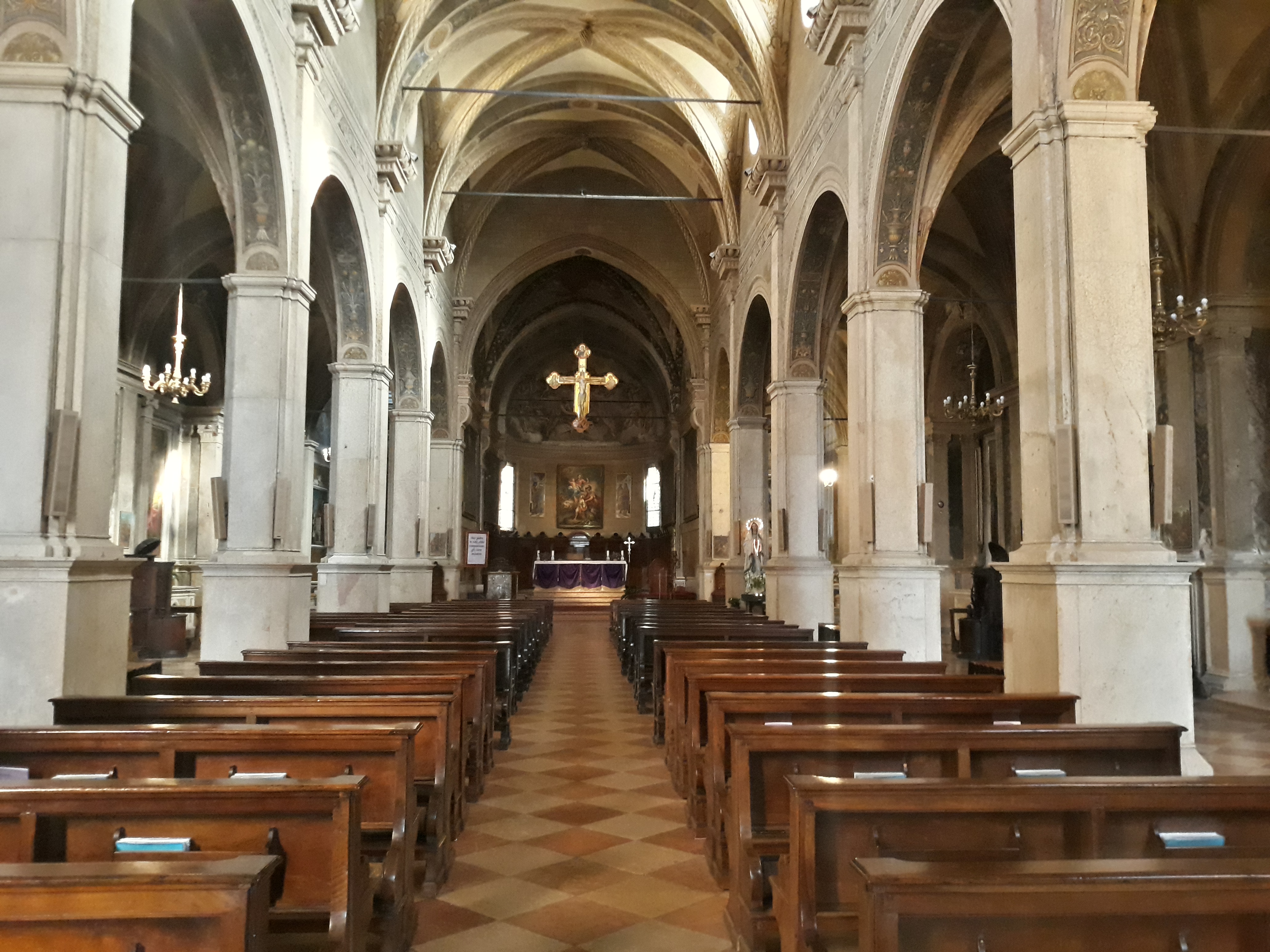
Главный неф церкви
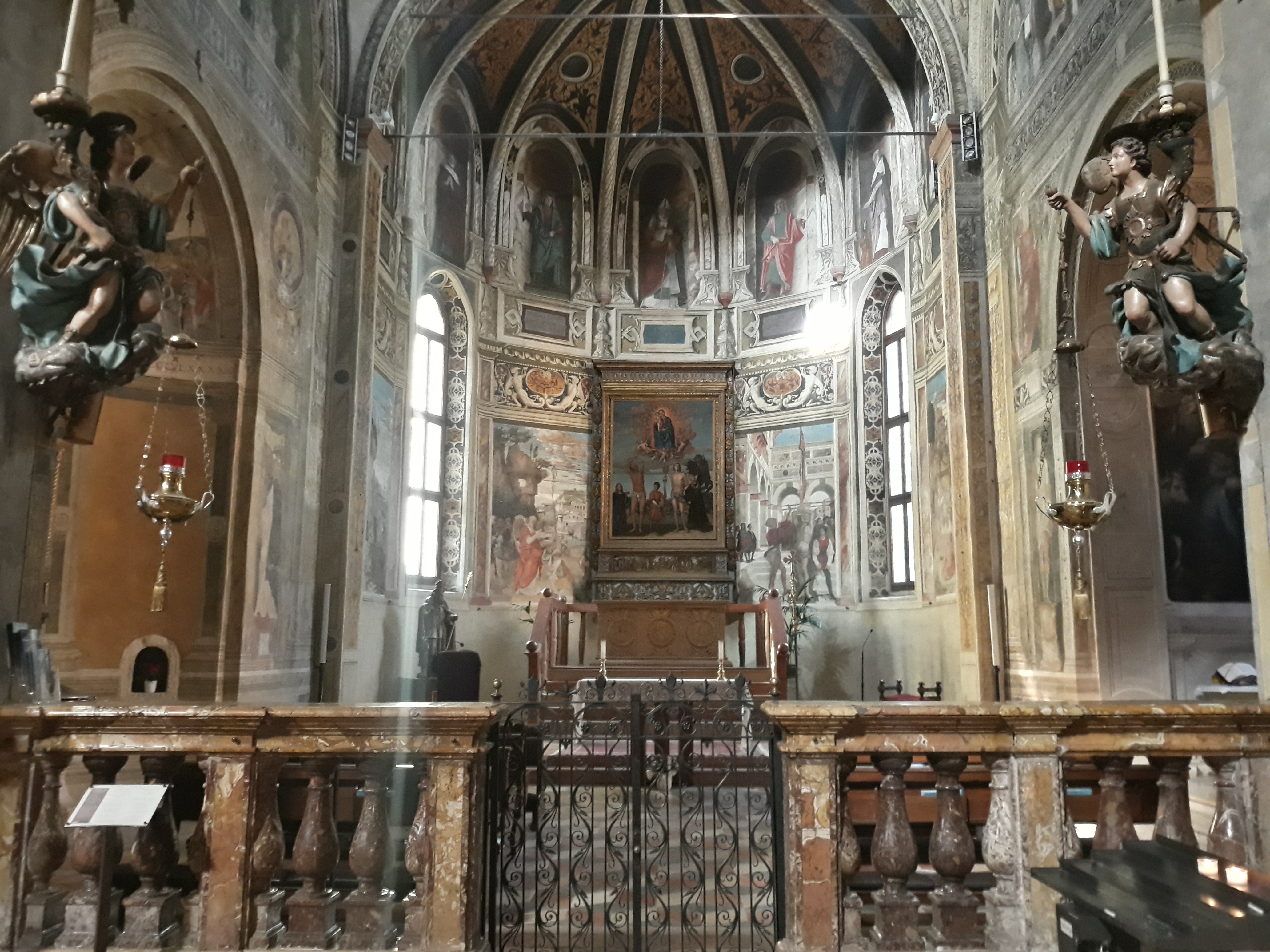
Капелла Сан-Бьяджо
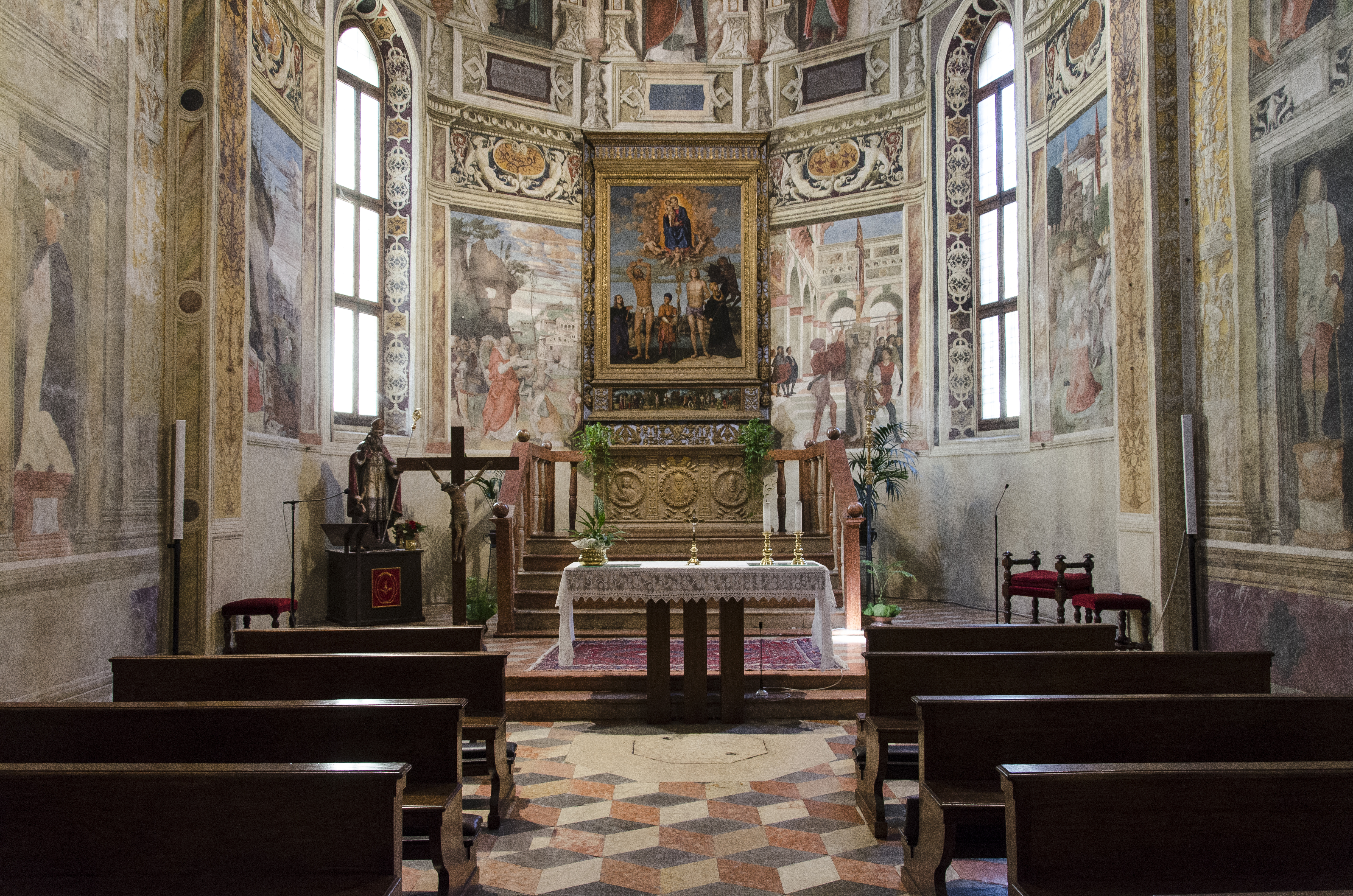
Капелла Сан-Бьяджо. Алтарная часть
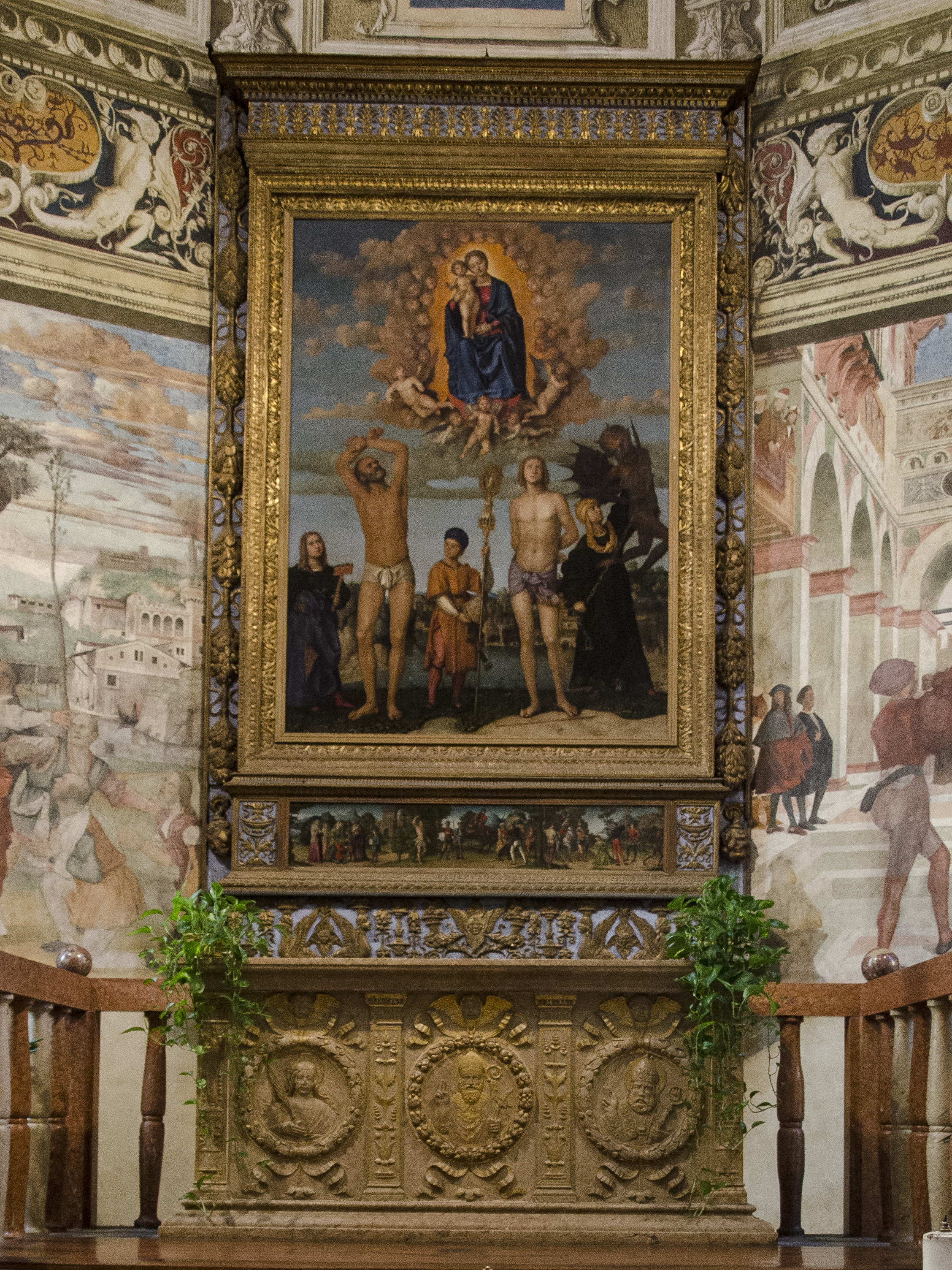
Ф. Бонсиньори. Мученичество Святого Власия. Капелла Сан-Бьяджо
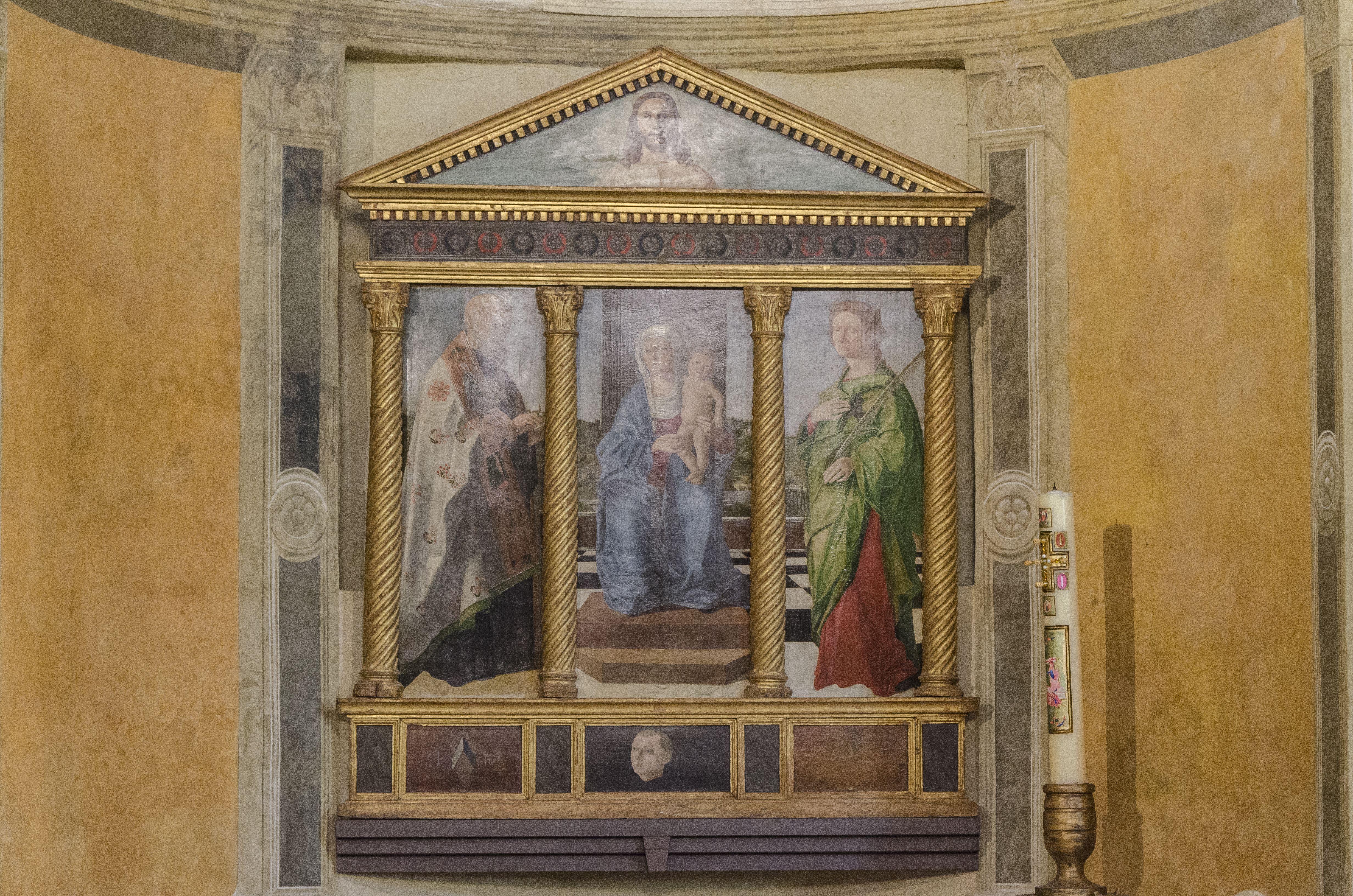
Д. Брузасорчи. Триптих «Мадонна с Младенцем и святыми Власием и Иулианой». Капелла Сан-Бьяджо
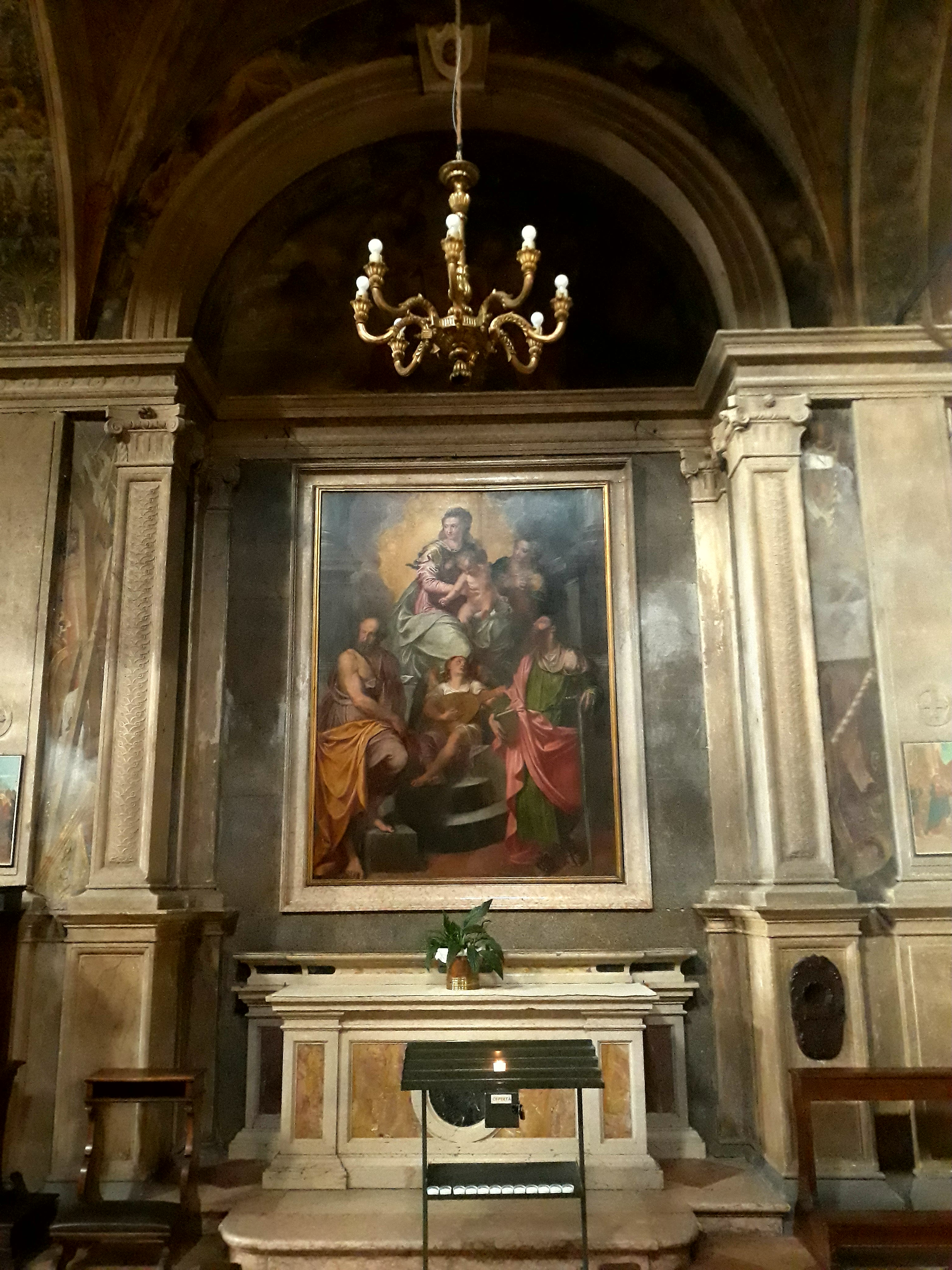
Д. Брузасорчи. Мадонна с Младенцем
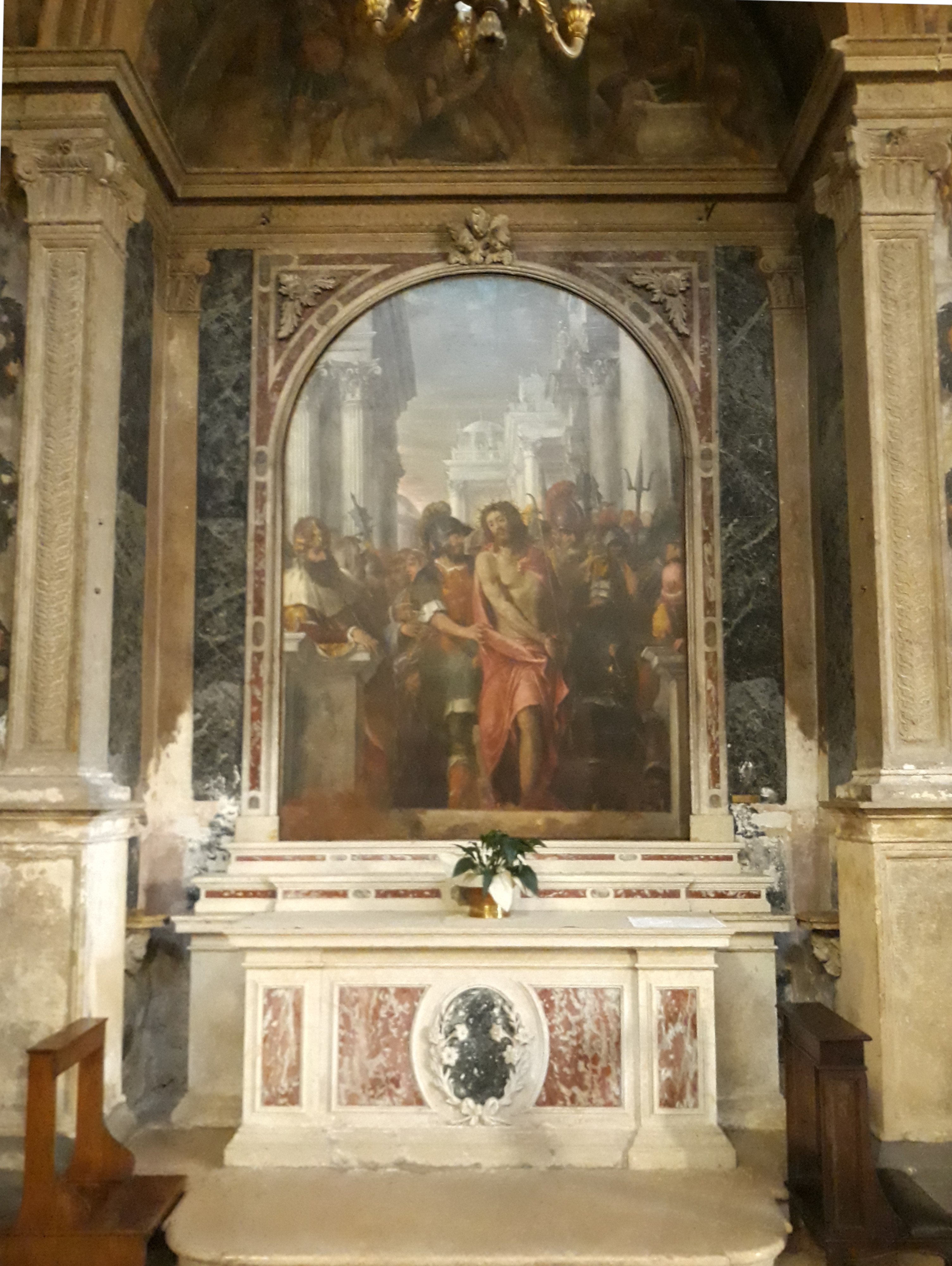
О. Флакко. Ecce Homo (Се, Человек!)
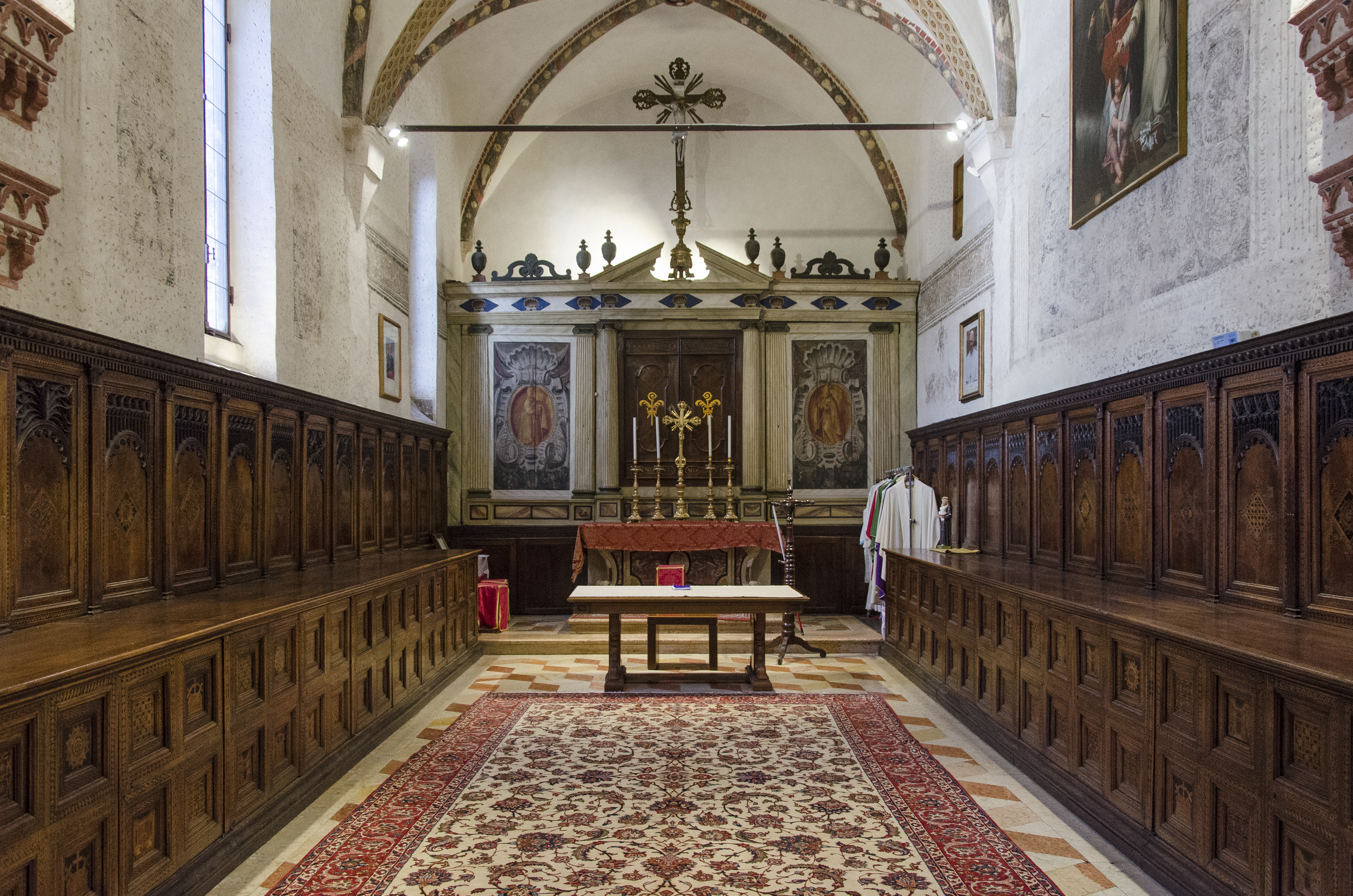
Сакристия